# Regió de Callao
Callao és una regió del Perú formada al voltant de la ciutat de Callao. Es divideix en set districtes:
1. Bellavista
2. Callao
3. Carmen de la Legua Reynoso
4. La Perla
5. la Punta
6. Mi Perú
7. Ventanilla